# 加布里埃拉·金斯顿女勳爵
加布里埃拉·瑪麗娜·亞歷山德拉·奧菲莉亞·金斯顿女勳爵（母姓溫莎；1981年4月23日—），是一名英國作家。加布里埃拉是肯特的邁克爾王子與瑪麗·克莉絲汀·馮·賴布尼茨的女兒。她出生時在英國王位繼承順序中排名第18順位，現在則是排名第57順位。

## 早年生活
加布里埃拉在1981年4月23日出生於倫敦聖瑪麗醫院，並於同年6月8日在聖詹姆士宮皇家教堂接受洗禮。她曾先後就讀格德斯多學校（Godstowe School）和唐屋中學。
2004年5月，加布里埃拉自布朗大學畢業，並取得比較文學和西班牙語言文化研究的文學士學位。她其後在牛津大學李納克爾學院取得哲學碩士學位，主修社會人類學。

## 職業
加布里埃拉是一名自由撰稿人，其作品曾分別以「埃拉·金斯顿」為筆名在《星期日郵報》、《旁觀者》和《倫敦雜誌》等多份刊物刊登。
她是非牟利機構音樂改變生命基金會的董事會成員之一，並曾在拉丁美洲參與多項社會項目，包括在里約熱內盧進行英語教學、參與籌備和舉行布宜諾斯艾利斯的音樂活動，以及在卡塔赫納進行學術研究等。
2020年，加布里埃拉以創作歌手身份推出兩首歌曲：《Out of Blue》和《Bam Bam》，以此為慈善機構籌款。她其後也陸續演唱《Put the Sea》、《Half》及《This Morning》等多首歌曲，但所有歌曲在YouTube已不再可見。

## 個人生活
2000年代初，加布里埃拉曾與記者阿提什·塔西爾交往三年，她在布朗大學就讀時與當時在《時代雜誌》任職的阿提什結識。男方其後於2018年在《浮華世界》刊登一篇具爭議性的文章，講述他和加布里埃拉及英國王室之間的關係。
加布里埃拉與金融家托馬斯·亨利·羅賓·金斯頓（Thomas Henry Robin Kingston；1978年6月22日－）於2018年8月在薩克島上舉行訂婚儀式，並於同年9月19日由白金漢宮對外公佈。托馬斯的父親是御用大律師馬丁·金斯頓（Martin Kingston）；母親吉爾·瑪麗·金斯頓（Jill Mary Kingston）的曾祖父則是曾被愛德華八世冊封為騎士的威廉·約瑟·皮爾曼-史密斯爵士。二人的婚禮於2019年5月18日在溫莎堡聖喬治禮拜堂舉行。2024年2月，英國王室白金漢宮宣布，其夫婿金斯頓在25日晚間於自宅過世，死因則未公開。